# Гиньон, Жан-Пьер
Жан-Пьер Гиньон (фр. Jean-Pierre Guignon, при рождении Джованни Пьетро Гиньоне, итал. Giovanni Pietro Ghignone; 10 февраля 1702, Турин — 30 января 1774, Версаль) — французский скрипач-виртуоз, композитор и музыкальный педагог итальянского происхождения, придворный капельмейстер Людовика XV.

## Биография
Родился в Турине в семье купца Микеле Анджело Гиньоне и Марии Роджер, учился игре на скрипке у Дж. Б. Сомиса, рано проявив себя как талантливый исполнитель. В апреле-мае 1725 года дебютировал в Париже в рамках только что основанных Духовных концертов, где участвовал в соревновании итальянских и французских исполнителей; соперником Гиньоне был Жан-Батист Ане. В 1727 году выступал с большим успехом в Ренне вместе с гамбистом Антуаном Форкре, а в 1728 году на возобновлённых Духовных концертах привлёк публику исполнением музыки Вивальди.
В 1730 году поступил на службу к принцу Кариньяно Виктору Амадею Савойскому. В том же году впервые выступил перед монаршей четой Франции и произвёл благоприятное впечатление. Это спустя три года привело к поступлению итальянца на постоянную службу к королю Людовику XV. В 1731 году женился, однако брак распался менее чем через год.

В середине 1730-х годов начал публиковаться как композитор, издав два сборника — опус 1 XII sonate a violino solo e basso и опус 2 VI sonates à deux violoncelles, basses de viole ou bassons; работы Гиньона издавались парижским печатником Леклерком. Свой опус 2 посвятил губернатору Лиона герцогу де Вильруа, перед которым с успехом выступал в Лионе в 1736 году. В 1737—1738 годах в Париже участвовал в исполнении Парижских квартетов Телемана. Вскоре после этого вместе со скрипачом Л.-Г. Гийеменом посетил Италию, по всей видимости, с концертным турне.
6 мая 1741 года принял французское подданство, после чего получил должность королевского управляющего менестрелями, музыкантами и танцорами (фр. Royal maître des ménétriers et joueurs d'instruments tant hauts que bas et communauté des maîtres à dancer), никем не занимавшуюся с 1695 года. Гиньон стал последним обладателем этой средневековой должности, что принесло ему прозвище «последний король скрипачей». Среди полномочий, которые он получил с этим постом, было право инспектировать кандидатов в гильдии музыкантов и танцоров. Толкование Гиньоном своих новых прав привело к многочисленным конфликтам. В частности, в 1746 году он своей властью отстранил от должности учителя музыки дофина композитора Жана-Жозефа де Мондонвиля, а в 1747 году разработал новый устав, регламентирующий участие исполнителей-инструменталистов в публичных концертах, который был отвергнут Парижским парламентом. Конфликты вокруг отправления Гиньоном своих обязанностей привели к тому, что ему пришлось подать в отставку с поста королевского управляющего менестрелями в 1750 году. В том же году полномочия, связанные с этой должностью, были кардинально урезаны, а в 1773 году она была полностью упразднена. Скверный характер Гиньона проявлялся и вне исполняемой им должности — так, уже в 1730-е годы его интриги заставили покинуть двор Ане и Жана-Мари Леклера, в 1725 году он участвовал в нападении на ещё одного музыканта, а в 1758 году оказался вовлечён в судебный процесс по финансовому вопросу.
Обязанности начальника королевских музыкантов Гиньон совмещал с продолжением концертной деятельности. Так, в 1744 году они с Мондонвилем совершили концертное турне по Франции, в ходе которого выступали в Дюнкерке, Лионе и других городах. Их выступления имели успех у широкой публики и прогрессивных критиков, но удостоились отрицательных отзывов от консерваторов. В равной степени успешными были их выступления в Лионе и на следующий год. После отставки с поста начальника королевских музыкантов в 1750 году, обеспечив себе пенсию в размере 1100 ливров в год, Гиньон уже не давал публичных концертов, но продолжал выступать при дворе и в светских салонах. Позже он много времени посвящал преподаванию музыки, и в числе его учеников числились представители высшей французской знати. В 1762 году Гиньон полностью оставил двор и последние годы жизни прожил в достатке в Версале, где и был в итоге разбит параличом и умер в январе 1774 года.

## Творческое наследие
Музыкальный словарь Гроува называет Гиньона одним из величайших скрипачей-виртуозов своего времени, не уступавшим или даже превосходившим таких исполнителей как Ане, Леклер, Мондонвиль, Гийемен. В то же время, согласно этому изданию, таланты Гиньона как композитора не достигали того же уровня, что у его современников. Биографический словарь итальянцев, напротив, пишет, что он внёс значительный вклад в развитие французской камерной музыки, которую адаптировал к более передовой итальянской скрипичной технике. Он, в частности, способствовал переходу сонаты от четырёхчастной формы к трёхчастной, приблизив её к итальянской увертюре, в рамках которой медленная часть обрамляется двумя быстрыми. В жанре концерта (в том числе и в кончерто гроссо) Гиньон ориентировался на стиль Вивальди и Альбинони, уделяя больше внимания сольным партиям.
Среди сочинений Гиньона, вышедших в типографии Леклерка, помимо вышеупомянутых опусов 1 и 2:
- Six sonates à deux violons, flûte allemande et violon et toutes sortes d’instruments egaux (ок. 1739);
- Six sonates en trio (ок. 1741);
- Six duos à deux violons (1742);
- Six sonates à violon seul et basse (1742—1744);
- Pièces de differents auteurs amplifiées et doublées (ок. 1745);
- Nouvelles variations de divers airs et Les folies d’Espagne amplifiées (1746);
- Six trios.

В рукописях известны также сонаты для скрипки соло с басом Ми мажор и Фа мажор; 2 концерта в тональностях Соль мажор и До мажор (1750), большая симфония для двух горнов, симфонические мессы и другие.